# کانویر بی-۵۸ هاسلر
کانویر بی-۵۸ هاسلر (به انگلیسی: Convair B-58 Hustler) نخستین جت بمب‌افکن جهان بود که توانست به سرعت بالای ۲ ماخ دست یابد. این هواپیما توسط شرکت کانویر (اکنون جنرال داینامیکس) جهت ماموریت در نیروی هوایی ایالات متحده آمریکا طراحی و توسعه یافت و در سال ۱۹۶۰ وارد خدمت گردید.
بی-۵۸ دارای چهار موتور توربوجت جی-۷۹ است که هریک کششی معادل ۱۵۰۰۰ پوند در حالت پس سوز دارند. هاسلر می‌تواند مسافت ۷۰۰۰ کیلومتری را بدون سوخت‌گیری هوایی طی نماید. طول این هواپیما، حدود ۳۰ متر و فاصله دو سر بال آن حدود ۱۷ متر می‌باشد. این هواپیما دارای سه خدمه در اتاقک‌های جداگانه است که هر اتاقک به ترتیب از جلو به عقب متعلق به خلبان، افسر تسلیحات نظامی و مهندس پرواز می‌باشد.

## پروژه
نیروی هوایی ایالات متحده آمریکا برنامه‌ای را در سال ۱۹۵۲ برای توسعه یک بمب‌افکن مافوق صوت آغاز کرد. نتیجه کار هواپیمای بی-۵۸ بود. یک هواپیمای بال مثلثی با چهار موتور که در زیر بال نصب شده‌بودند. این هواپیما برای اولین بار در سال ۱۹۵۶ پرواز کرد. بی-۵۸ دارای توانایی حمل بار زیادی بود، به طوری‌که می‌تواست یک هواپیمای بزرگ، تقریباً به اندازه خود بی-۵۸ را حمل کند. قابلیت‌های بی-۵۸ بسیار قابل توجه بود، زیرا بُرد و توانایی حمل‌بار بسیار بیشتری از هر هواپیمای مافوق‌صوت دیگری داشت.